# Cephonodes confinis
Cephonodes confinis är en fjärilsart som beskrevs av Jean Baptiste Boisduval 1875. Cephonodes confinis ingår i släktet Cephonodes och familjen svärmare. Inga underarter finns listade i Catalogue of Life.